# Filles de Saint Eusèbe
Les Filles de Saint Eusèbe forment une congrégation religieuse hospitalière de droit pontifical. 

## Historique
La congrégation est fondée le 29 mars 1899 à Verceil par Darius Bognetti et Eusébie Arrigoni pour aider les personnes gravement handicapées qui ne trouvent pas refuge dans d'autres instituts. Les sœurs se placent sous le patronage du saint patron de Verceil.
L'institut obtient l'approbation diocésaine le 14 décembre 1900 ; il reçoit le décret de louange le 13 mai 1950 et l'approbation définitive du Saint-Siège le 24 mai 1958.

## Activités et diffusion
Les sœurs se consacrent particulièrement à l'assistance aux personnes handicapées et aux personnes âgées.
Elles sont présentes en Italie, au Brésil et au Pérou. 
La maison-mère est à Verceil.
En 2017, la congrégation comptait 74 sœurs dans 10 maisons.